# Kasey Wehrman
Kasey Desmond Wehrman (né le 16 août 1977 à Cloncurry en Australie) est un footballeur international australien, qui évoluait au poste de milieu de terrain, avant de devenir entraîneur.

## Biographie

### Carrière de joueur

#### Carrière en sélection
Avec l'équipe d'Australie, il dispute 12 matchs (pour un but inscrit) entre 1998 et 2006. Il figure notamment dans le groupe des sélectionnés lors de la Coupe d'Océanie de 1998.
Il participe également aux JO de 2000.

## Palmarès
| Brisbane Strikers - Championnat d'Australie (1) : - Champion : 1996-97. |  | Australie - Coupe d'Océanie : - Finaliste : 1998. |